# TVピープル (小説)
『TVピープル』（ティービーピープル）は、村上春樹の短編小説。

## 概要
| 初出     | 『par AVION』1989年6月号（終刊号）    |
| 収録書籍 | 『TVピープル』（文藝春秋、1990年1月） |

雑誌掲載時のタイトルは「TVピープルの逆襲」だった。
ヨーロッパ滞在中、ローマ市内のアパートにて執筆された。MTVでルー・リードのビデオクリップ "Original Wrapper" が流れるのをソファでぼんやりと一人で見ているうちに突然書きたい衝動に駆られ、すぐさま机に向かいそのまま一気に書き上げたという。『ノルウェイの森』『ダンス・ダンス・ダンス』という2つの長編小説を発表、それが本人曰く思いもよらないようなベストセラーになった1988年頃、村上は精神的な落ち込みに襲われ、翻訳を除いて自前の文章を書けない状態が続いていた。そのような停滞期を1年程過ごしたのち執筆した短編小説が「TVピープル」であり、それが復帰の瞬間だったと村上自身述べている。
第17回（1990年）川端康成文学賞の候補作となった。

### 英訳
| タイトル | TV People                                            |
| 翻訳     | アルフレッド・バーンバウム                           |
| 初出     | 『ザ・ニューヨーカー』1990年9月10日号                |
| 収録書籍 | 『The Elephant Vanishes』（クノップフ社、1993年3月） |

村上の作品が『ニューヨーカー』誌に掲載されるのは初めてのことであった。そして翻訳されたものに限って言えば、これにより村上が同誌に載った初めての日本人作家となった。村上はこのことを「僕にとっては、おおげさに言えば、『月面を歩く』のと同じくらいすごいことだった。どんな文学賞をもらうよりも嬉しかった」と述懐している。
本作を皮切りに、村上の作品は「ねじまき鳥と火曜日の女たち」（1990年11月26日号）、「象の消滅」（1991年11月18日号）、「眠り」（1992年3月30日号）、「納屋を焼く」（1992年11月2日号）の順で採用されていった。1993年には同誌と村上は、翻訳の掲載に関し優先契約を結ぶこととなった。NHKラジオ第2の語学番組「英語で読む村上春樹」の2015年度前半の教材として使用された。

## あらすじ
「僕」は電気会社の広報宣伝部の仕事をしていて、4年前に結婚した。妻は小さな出版社に勤めていて、自然食についての専門誌を編集している。
妻のいない日曜日の夕方、3人のTVピープルが部屋にやってきた。彼らはサイドボードの上に載っていた置き時計と妻の雑誌をどかし、そこに運び入れたテレビを置いた。スイッチを入れると画面は真っ白になった。TVピープルはリモコンで画面を消して一言も言わず出ていった。その夜彼女は帰ってくると部屋の中をぐるっと見回したが、テレビにも、雑誌が順番を違えてテーブルの上に置かれていたことにも何の関心も払わなかった。
翌日出勤の途中、「僕」は会社の階段でTVピープルのひとりとすれ違う。午後にまたがった会議でもまたTVピープルを見かけた。今度は人数が二人に増えていた。
帰宅後ひと眠りし、目が覚めると部屋が白っぽくなっていた。テレビの画面に映し出されたTVピープルが外側に出て、言った。
「我々は飛行機を作っているんだ」
テレビの画面では二人のTVピープルが黒い機械をいじっていた。それは飛行機というよりも巨大なオレンジ絞りの機械みたいに見えた。